# 烏恰米河

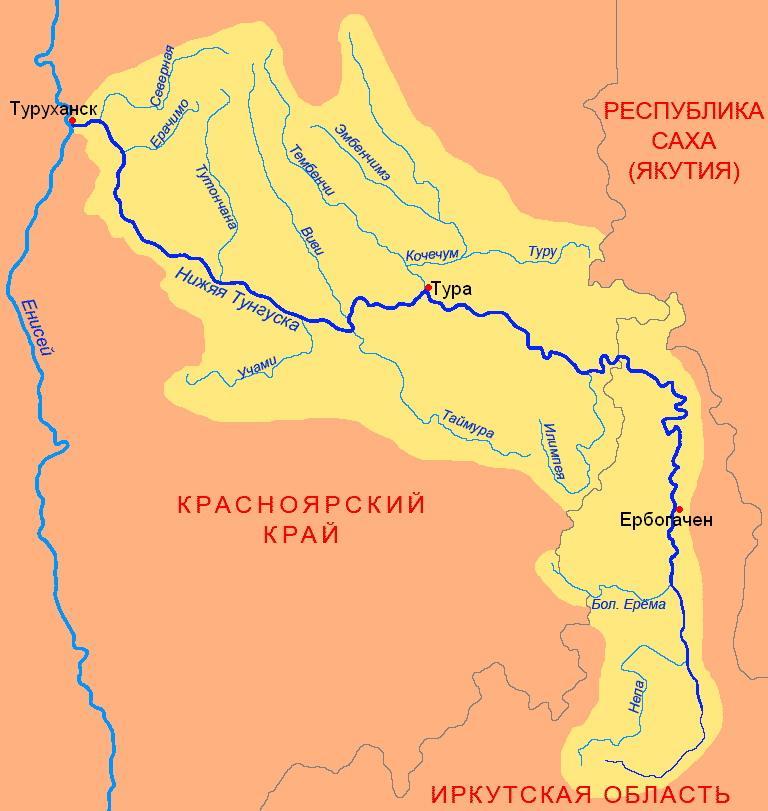

烏恰米河（羅馬化：Uchami）是俄羅斯的河流，屬於下通古斯河的左支流，由克拉斯諾亞爾斯克邊疆區負責管轄，河道全長466公里，流域面積21,000平方公里，發源自中西伯利亞高原，河水主要來自雨水和融雪，每年十月至翌年五月結冰。